# 匹西雷司
匹西雷司（INN：Picilorex），商品名为Roxenan，是一种已停售的厌食药物。它是一种单胺再摄取抑制剂、一种兴奋剂以及吡咯烷的衍生物。